# Замбоанга
Замбоанга (тагал. Lungsod ng Zamboanga) — місто на Філіппінах, на острові Мінданао.
Місто Замбоанга є незалежним, зареєстрованим містом, яке було визнано високоурбанізованим 22 листопада 1983 року.
Незважаючи на те, що місто Замбоанга географічно відокремлено та є незалежним містом, місто Замбоанга згруповано з провінцією Замбоанга-дель-Сур для статистичних цілей, але керується незалежно від неї.

## Клімат
Замбоанга знаходиться поза зоною дії тайфунів. З березня по травень — жарко і сухо. Температура досягає 22 °С. З червня по жовтень йдуть дощі. Рекордні температури — 38,7 °С, 15 серпня 1999 р., найнижча — 15 °С, 27 лютого 1965 р.

## Населення
За даними перепису населення 2020 року, його населення становить 977 234 особи. Це п’яте за чисельністю населення та третє за площею місто на Філіппінах.

## Історія

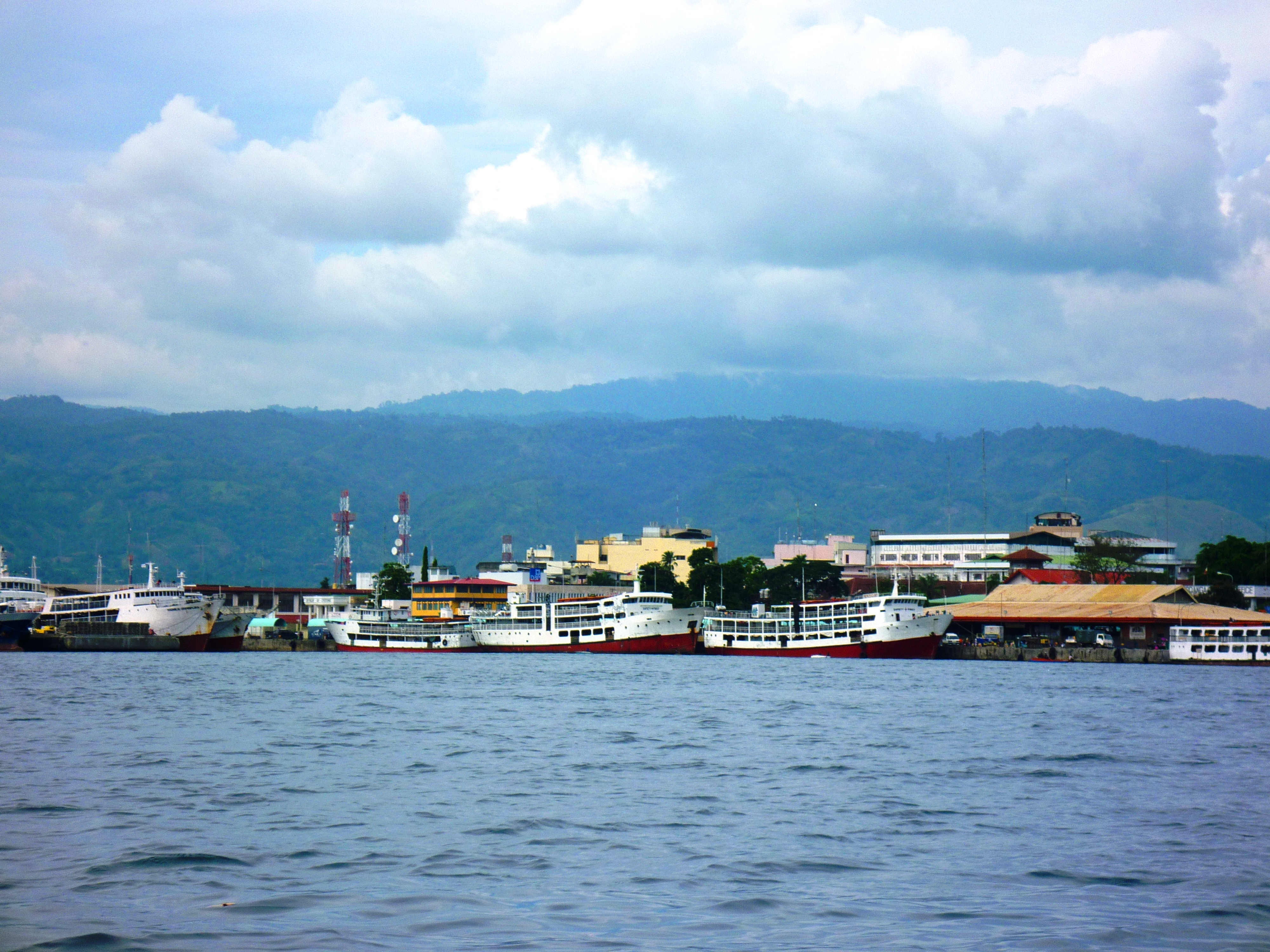
Міжнародний морський порт в Замбоанзі.

## Освіта
Освіта в Замбоанга побудовано за американським зразком. В Замбоангу знаходяться три важливих університети: Атенео де Замбоанга, університет Західного Мінданао, університет Замбоанги. 

## Адміністрація

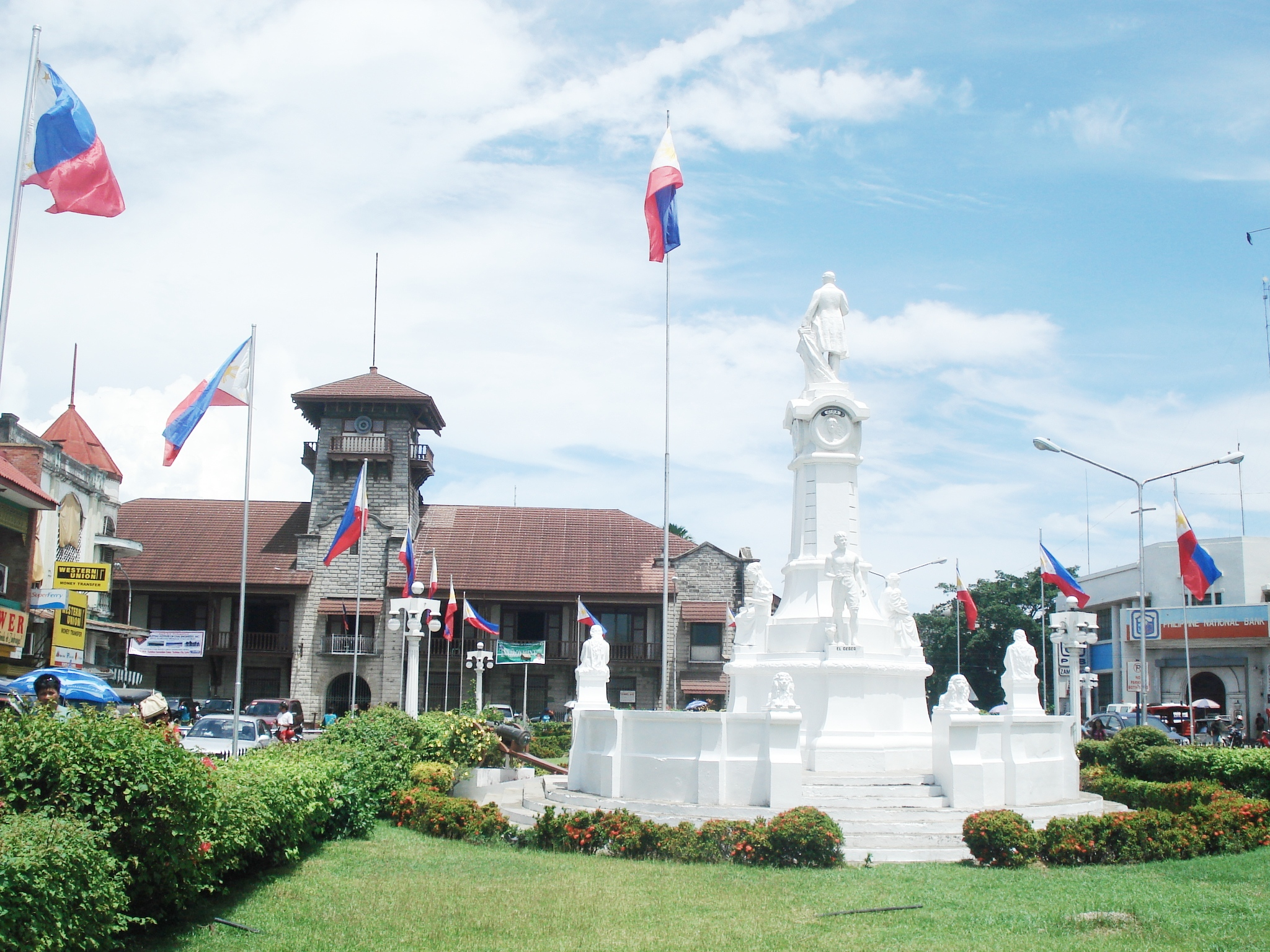
Сіті Холл Замбоанга з 1907

### Медіа
Замбоанга має 40 радіостанцій. Також є 11 телестанцій і 3 кабельних телестанцій. Виходять кілька газет: The Daily Zamboanga Times, The Mindanao Examiner, Voz de Mindanao, Zamboanga Peninsula Journal, Zamboanga Star, Zamboanga Today та Zamboanga Forum.

## Міста-побратими
Давао, Філіппіни
 Багіо, Філіппіни
 Макаті, Філіппіни
 Сан-Матео, Філіппіни

### Міжнародні
Пеканбару, Індонезія
 Сандакан, Малайзія
 Сарагоса, Іспанія
 Чжоушань, Китайська Народна Республіка

## Галерея

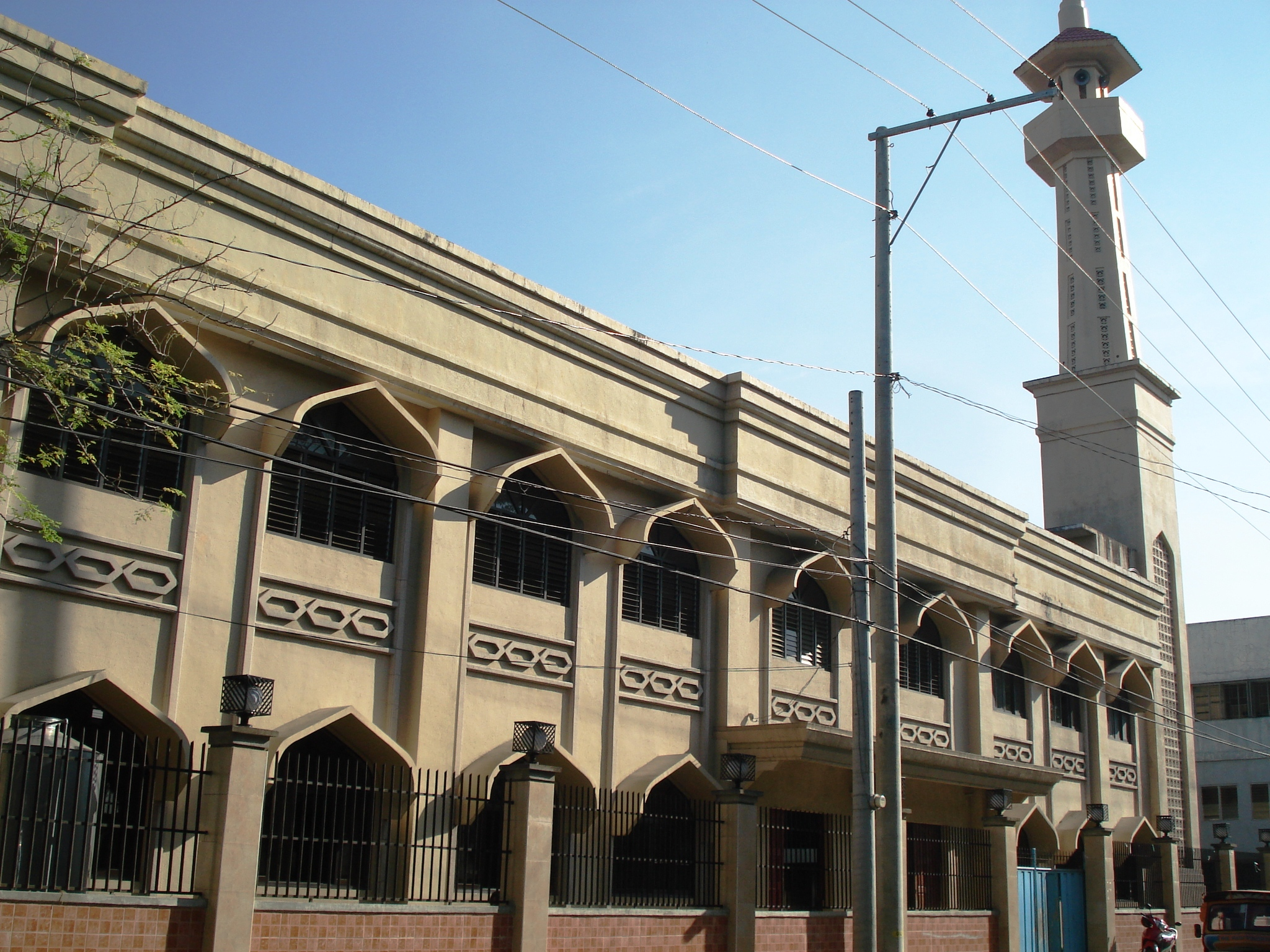
Мечеть Салахуддін